# Cho Oyu
Cho Oyu (tiếng Nepal: चोयु; Tây Tạng: ཇོ་ བོ་ དབུ་ ཡ) là ngọn núi cao thứ sáu trên thế giới với độ cao 8.188 m trên mực nước biển. Cho Oyu có nghĩa là "nữ thần ngọc" trong tiếng Tây Tạng. Ngọn núi là đỉnh cao lớn cực tây của tiểu phần Khumbu của Mahalangur Himalaya 20 km về phía tây của núi Everest. Ngọn núi đứng trên biên giới Trung Quốc-Nepal.
Chỉ cần một vài km về phía tây Cho Oyu là Nangpa La (5.716m), một tuyến đèo đóng băng phục vụ như các tuyến đường thương mại chính giữa người Tây Tạng và người Sherpa Khumbu của. Tuyến đèo này tách Khumbu và Rolwaling Himalaya. Do sự gần gũi của nó đối với tuyến đèo này và các sườn núi thường có độ dốc vừa phải của tuyến đường phía tây bắc dãy tiêu chuẩn, Cho Oyu được coi là đỉnh núi cao 8.000 mét dễ leo nhất. Nó là một mục tiêu phổ biến cho các bên chuyên nghiệp hướng dẫn.

## Độ cao
Độ cao của Cho Oyu ban đầu được đo là 8.150 m và tại thời điểm đi lên đầu tiên được coi là ngọn núi cao thứ 7 trên Trái Đất, xếp sau Dhaulagiri ở độ cao 8.167 m (Manaslu, cao 8.156 mét, cũng đã được ước tính thấp hơn 26.658 feet (8.125 m)). Một ước tính năm 1984 cho con số độ cao 8.201 mét đã làm cho nó di chuyển lên vị trí thứ 6. Các đo đạc mới thực hiện trong năm 1996 của Cục Khảo sát Chính phủ Nepal và Viện Khí tượng Phần Lan để chuẩn bị cho các bản đồ địa hình Nepal đưa ra con số chiều cao 8.188 m, tương tự một cách đáng kể như 26.867 feet (8.189 m) được sử dụng bởi Edmund Hillary cuốn sách 1955 của ông cao Adventure.